# Pilhuatepec
Pilhuatepec är en ort i Mexiko.   Den ligger i kommunen Tatatila och delstaten Veracruz, i den sydöstra delen av landet, 220 km öster om huvudstaden Mexico City. Pilhuatepec ligger 1 190 meter över havet och antalet invånare är 353.
Terrängen runt Pilhuatepec är varierad. Runt Pilhuatepec är det ganska tätbefolkat, med 160 invånare per kvadratkilometer. Närmaste större samhälle är Atzalan, 17,0 km väster om Pilhuatepec. I omgivningarna runt Pilhuatepec växer i huvudsak blandskog.